# Jón Helgason
Pour les articles homonymes, voir Helgason.
Jón Helgason, né le 30 juin 1899 et mort le 19 janvier 1986, est un philologue et poète islandais. Il était chef de l'institut danois de Árni Magnússon de 1927 à 1971 et professeur des études islandaises à l'université de Copenhague de 1929 à 1970. Il a apporté des contributions significatives à son champ d'expertise. Comme poète, il n'était pas prolifique mais remarquable en poésie traditionnelle. Ses poésies plus connues sont Áfangar et Í Árnasafni.
À l'institut, il a découvert en particulier deux glossaires qui sont la seule documentation sur le pidgin basco-islandais.